# IOS 16
O iOS 16 é a décima sexta versão do sistema operacional móvel iOS desenvolvido pela Apple para sua linha de produtos iPhone. Foi anunciado na Worldwide Developers Conference da empresa em 6 de junho de 2022, como o sucessor do iOS 15.
A versão pública do iOS 16 foi lançada em 12 de setembro de 2022, enquanto a versão beta pública foi lançada em agosto de 2022.

## História

### Atualizações
A primeira versão beta para desenvolvedores do iOS 16 foi lançada em 6 de junho de 2022.

## Características
A Apple introduziu uma ampla gama de novos recursos, desde a tela de bloqueio até a privacidade.

### Tela de bloqueio
- A nova tela de bloqueio é totalmente personalizável na aparência e pode hospedar widgets. É possível alterar a fonte e a cor do texto para a data e hora clicando nele como se fossem widgets. Capacidade de aplicar efeitos de cor a toda a tela de bloqueio. Um pequeno widget pode ser adicionado na primeira linha ao lado da data. Outros widgets podem ser adicionados e dispostos horizontalmente na terceira linha, abaixo da hora.
- É possível criar várias telas de bloqueio que podem ser configuradas a qualquer momento.

### Modo de foco aprimorado
- É possível ter uma tela de bloqueio diferente dependendo do status ativo.
- Os filtros de foco permitem que os aplicativos exibam conteúdo diferente com base no estado ativo. Por exemplo, o Safari só pode exibir guias relacionadas ao trabalho abertas se estiverem no estado Trabalho.

### Notificações
As notificações aparecem na parte inferior em vez da superior, para facilitar o uso do telefone com uma mão e também para evitar que os widgets sejam cobertos pelas notificações.

### Atividades ao vivo
São widgets especiais na tela de bloqueio que podem exibir dados em tempo real, permitindo que o usuário acompanhe os eventos continuamente sem ser inundado por notificações separadas. Eles aproveitam as novas notificações em tempo real introduzidas no iOS 16.

### Mensagens
- Possibilidade de apagar e editar uma mensagem já enviada em 15 minutos.
- Capacidade de marcar uma discussão inteira como não lida para lê-la mais tarde.
- SharePlay em Mensagens: Os usuários podem usar o recurso SharePlay diretamente no aplicativo Mensagens para assistir a um filme ou ouvir música com seus amigos, sem precisar fazer uma ligação FaceTime.
- Recupere mensagens excluídas em até 30 dias.
- Novos recursos de colaboração.

### FaceTime
Legendas ao vivo – Transcreva automaticamente o que é dito durante uma chamada do FaceTime.

### E-mail
- Capacidade de agendar um e-mail para enviar mais tarde.
- Capacidade de cancelar um e-mail recém-enviado em questão de segundos.
- Capacidade de colocar no topo e definir um lembrete para mensagens que o usuário ainda não respondeu.
- Pesquisa aprimorada: os erros de digitação que o usuário faz durante a pesquisa são corrigidos automaticamente, com base no conteúdo de suas mensagens, para que obtenham resultados.

### Mapas
- Percursos com várias paragens: Agora é possível planear um percurso que passe entre várias paragens intermédias (máximo de 15 paragens).[10] O usuário pode pedir à Siri para adicionar um novo ponto de parada durante a navegação.
- Pagar em trânsito.
- Novos recursos do MapKit para dar suporte ao Look Around e Detailed City Experience.

### Ditado aprimorado
Durante o ditado de texto, o teclado está sempre presente e permite ao usuário alternar de voz para escrita e vice-versa sem interrupção. Também é possível inserir emojis por meio de ditado. A pontuação automática insere automaticamente um ponto quando há uma pausa no ditado.

### Fotos e câmera
- Capacidade de compartilhar fotos da biblioteca do usuário com 5 contatos diferentes. Esses contatos podem editar ou excluir livremente as fotos compartilhadas.
- No aplicativo Câmera, eles podem decidir se a foto que vão tirar é uma foto que será compartilhada automaticamente ou se deve permanecer pessoal.
- O aplicativo Fotos contém uma nova ferramenta que permite detectar fotos duplicadas em álbuns.
- Álbuns ocultos e excluídos recentemente agora são protegidos por Face ID ou Touch ID.

### Texto ao vivo aprimorado
- Capacidade de selecionar e capturar texto em vídeos.
- Ações rápidas são comandos disponíveis diretamente no Live Text: é possível realizar conversões de preços para outra moeda ou traduções em tempo real a partir do texto reconhecido.

### Pesquisa visual aprimorada
- O Visual Search agora é capaz de extrair as formas de objetos reconhecidos em fotos, para que você possa arrastá-los e colá-los em outros aplicativos.

### Traduzir
O aplicativo Traduzir agora permite que o usuário ative a Câmera para traduzir todo o texto que é reconhecido ao vivo.

### Saúde
- Medicamentos a serem tomados durante o dia podem ser adicionados e gerenciados.
- Sleep Stages permite ao usuário monitorar os estágios de sono detectados pelo Apple Watch.

### Notícias da Apple
- Nova seção "Meus esportes" para ver destaques, vídeos e notícias sobre equipes esportivas.
- Notícias locais expandidas.
- Novo conjunto de favoritos.

### O tempo
- Novos módulos de previsão para detalhes sobre a qualidade do ar, previsões locais, etc.
- Previsões horárias para os próximos 10 dias, com intensidade de chuva minuto a minuto para a próxima hora.
- Receba notificações do governo para eventos climáticos severos, como tornados, tempestades de inverno, inundações repentinas, etc.

### Spotlight
- Acesse o Spotlight diretamente da tela inicial com o novo botão e obtenha resultados rápidos.
- Mais resultados de imagem de aplicativos como Mensagens, Notas e Arquivos.
- Ações rápidas, como iniciar um cronômetro ou executar um atalho.

### Apple TV
- Conectividade entre dispositivos no tvOS 16 para novas experiências entre Apple TV, Apple Watch e iPhone.

### Melhorias nas redes Wi-Fi
Agora é possível exibir senhas salvas anteriormente em redes Wi-Fi conhecidas, após autenticação via Face ID ou Touch ID.

### Paisagem do Face ID
O Face ID agora funciona mesmo quando o telefone está orientado horizontalmente.

### Teclado
É possível ativar o feedback tátil para o teclado, para que você sinta uma pequena vibração do telefone enquanto digita um texto que simula um pressionamento de tecla mecânico.

### Segurança e privacidade
- Passkey é uma nova tecnologia que permite que o usuário se autentique em sites e aplicativos sem usar senhas. A senha é gerada pelo telefone e a permissão é concedida por meio do Face ID ou Touch ID.
- Verificação de segurança: ajude aqueles em relacionamentos abusivos redefinindo as permissões concedidas a pessoas, aplicativos e dispositivos
- Atualizações automáticas de segurança.
- Novo requisito de permissão antes de copiar da área de transferência.

## Dispositivos compatíveis
O iOS 16 é a primeira versão desde o iOS 12 a abandonar o suporte para modelos de iPhone mais antigos, especialmente modelos de iPhone com chips A9 e A10 Fusion, como iPhone 6S, iPhone 6S Plus, iPhone 7, iPhone 7 Plus, iPhone SE (1.ª geração), e o iPod Touch (7.ª geração). Os dispositivos elegíveis para a atualização foram lançados desde o final de 2017. A lista inclui:
- iPhone 8
- iPhone 8 Plus
- iPhone X
- iPhone XR
- iPhone XS
- iPhone XS Max
- iPhone 11
- iPhone 11 Pro
- iPhone 11 Pro Max
- iPhone SE (2.ª geração)
- iPhone SE (3.ª geração)
- iPhone 12
- iPhone 12 mini
- iPhone 12 Pro
- iPhone 12 Pro Max
- iPhone 13
- iPhone 13 mini
- iPhone 13 Pro
- iPhone 13 Pro Max
- iPhone 14
- iPhone 14 Plus
- iPhone 14 Pro
- iPhone 14 Pro Max